# Order Konstantego Kalinowskiego
Order Konstantego Kalinowskiego (biał. Ордэн Кастуся Каліноўскага, ros. Орден Кастуся Калиновского) – dawne wysokie odznaczenie (order) Białorusi.

## Historia
Order został ustanowiony uchwałą Rady Najwyższej Republiki Białorusi 13 kwietnia 1995 roku. Na tym samym posiedzenie planowano uchwalić utworzenie Orderu Tadeusza Kościuszki, ale z powodu sprzeciwu posłów komunistycznych stało się to niemożliwe. Order został wprowadzony po zatwierdzeniu dekretem prezydenta Białorusi z 15 stycznia 1996 roku „Zatwierdzenie opisów orderów, medali i znaków honorowych Republiki Białoruś”.
Order zniesiony został 16 czerwca 2004 roku, kiedy władze uznały Kalinowskiego za symbol oporu wobec władz. Wraz ze zniesieniem orderu zaczęto także tępienie jego kultu, powstanie styczniowe ogłoszono jako sprzeczne z białoruskim interesem narodowym, a bohaterem ogłoszono Michaiła Murawiowa, który tłumił powstanie.
W 2010 roku na kongresie w estońskim Tallinnie działacze demokratyczni uchwalili ustanowienie „Orderu Wolności im. Konstantego Kalinowskiego”.

## Opis orderu
Orderem Konstantego Kalinowskiego można było nagradzać za bezinteresowne akty odwagi i męstwa podczas ratowania życia ludzi, obrony innych przed przestępczymi atakami na ich życie, za odwagę podczas obrony porządku publicznego, za działania w czasie klęsk żywiołowych oraz za bezinteresowne działania w czasie wykonywania służby wojskowej.
Order ma formę dwóch kwadratów nałożonych na siebie w ten sposób, że tworzą ośmiokątną gwiazdę o średnicy 44 mm, w których środku znajduje się okrąg o średnicy 24 mm z portretem Konstantego Kalinowskiego. Okrąg jest otoczony wieńcem z liści dębu i wawrzynu, u góry okręgu, na czerwonym tle szkliwa, jest umieszczony napis: „Кастусь Каліноўскі” (Kastuś Kalinouski). Odwrotna strona posiada powierzchnię, pośrodku umieszczono numer kolejny orderu.